# Robbie Lee
Robbie Scott Lee (2 de enero de 2005) es un deportista británico que compite en saltos de plataforma.
En los Juegos Europeos de Cracovia 2023 consiguió una medalla de plata en la prueba de plataforma 10 m. Ganó una medalla de oro en el Campeonato Europeo de Natación de 2024, en la misma prueba.

## Palmarés internacional
| Juegos Europeos    | Juegos Europeos   | Juegos Europeos  | Juegos Europeos |
| Año                | Lugar             | Medalla          | Prueba          |
| ------------------ | ----------------- | ---------------- | --------------- |
| 2023               | Rzeszów (Polonia) | Medalla de plata | Plataforma 10 m |
| Campeonato Europeo |                   |                  |                 |
| Año                | Lugar             | Medalla          | Prueba          |
| 2024               | Belgrado (Serbia) | Medalla de oro   | Plataforma 10 m |